# Aleksandar Drašković
Aleksandar Drašković (Šandor, Škender) (Ugarska, 1804. – Zagreb, 7. svibnja 1845.), hrvatski plemić, grof i političar iz hrvatske velikaške obitelji Drašković. Djelovao je u periodu Hrvatskog narodnog preporoda, ali ne kao njegov pobornik, za razliku od njegovog strica Janka Draškovića, nego kao njegov protivnik.
Unatoč svojim promađarskim političkim stavovima, postao je 1838. godine članom Ilirske čitaonice u Zagrebu, a tri godine kasnije sudjeluje u osnivanju, potom i djelovanju Hrvatsko-slavonskoga gospodarskog društva, koje su uglavnom vodili ilirci. Nakon osnivanja Hrvatsko-vugerske stranke 1841. godine, aktivno se uključuje u rad stranke i postaje jedan od vođa te stranke.
Bio je župljanin Dugoselske župe.

## Vanjske poveznice
- Aleksandar Drašković – Hrvatski biografski leksikon